# Инцидент с колонной югославской народной армии 1992 года в Сараеве
Инцидент с колонной югославской народной армии 1992 года в Сараево произошел 3 мая 1992 года на улице Доброволяцкой в Сараево, когда военнослужащие боснийской армии атаковали колонну войск Югославской армии, которая покидала город Сараево в соответствии с соглашением о выводе войск.

## Предыстория
Предполагается, что нападение было совершено в ответ на арест президента Республики Боснии и Герцеговины Алии Изетбеговича, который был задержан в аэропорту Сараево югославской армией накануне.

## Нападение
Нападение произошло против отступавшего конвоя ЮНА, который сопровождался миротворческими войсками ООН. В рамках перемирия и в обмен на Изетбеговича солдаты ЮНА отступили из своих окружённых казарм в старом районе Сараево Бистрик. Ранее ЮНА пыталась взять Сараево, обстреляв части города. Также было совершено нападение на городское почтовое отделение, что затруднило установление линий связи для боснийского армейского корпуса.
Целью было переправить генерала Милутина Куканяца, командующего ЮНА в Сараево, и солдат в Лукавицу — поселение в восточной части города, которое в то время находилось под контролем сербов. Колонна из примерно 40 машин в сопровождении машин ООН во главе с генералом Льюисом Маккензи была отрезана. Колонна разделилась, когда в неё въехала машина, после чего началась стрельба.
В своей книге «Миротворец: Дорога в Сараево» Маккензи описал увиденное: «Я видел, как солдаты территориальной обороны просовывали винтовки в окна гражданских автомобилей, которые были частью колонны, и стреляли. Я видел, как по лобовым стёклам текла кровь. Это был, безусловно, худший день в моей жизни».

## Последствия
В ходе инцидента были захвачены в плен 215 солдат ЮНА. 73 были ранены. Сербские прокуроры заявили, что 42 солдата ЮНА были убиты в результате нападения 2 и 3 мая по всему Сараево и назвали дело, которое охватывает эти события, «Дело Доброволячки». Генерал Милутин Куканяц, командующий ЮНА в Сараево, подтвердил, что только на улице Доброволячки в результате нападения были убиты 4 офицера, один солдат и один гражданский.

## Расследование и обвинения
Расследование было начато сербской прокуратурой и вызвало споры как в Боснии и Герцеговине, так и в Сербии. Два члена Государственного Президиума,Харис Силайджич и Желько Комшич, заявили, что действия Сербии нарушили Римское соглашение. Президенты посетили встречу с членами военного Президиума Боснии, а именно Татьяной Люич-Миятович, Иво Комшичем, Миро Лазовичем и Эюпом Ганичем, и пришли к выводу, что Сербия нарушила Римское соглашение 1996 года, не запросила мнение МТБЮ перед принятием мер и таким образом нарушила международные правовые положения.
Белградский суд выдал ордеры на арест 19 бывших должностных лиц правительства Боснии и Герцеговины.
Эюп Ганич, бывший член военного президиума Боснии и Герцеговины, который был среди разыскиваемых за нападение, отверг обвинения, указав, что нападение на колонну ЮНА было направлено на то, чтобы нанести удар по похитителям Изетбеговича после его захвата силами боснийских сербов.
Ганич был арестован в Лондоне, но вскоре освобождён, поскольку судья Тимоти Воркман постановил, что ЮНА была вражеской армией, воюющей с Боснией и Герцеговиной, и, таким образом, законной целью.
В 2003 году Международный трибунал по правам человека отклонил дело, заявив, что действия Армии Боснии и Герцеговины не представляли собой нарушение закона.
3 марта 2011 года Йован Дивьяк был арестован в Вене по ордеру на арест, выданному Сербией. Однако Австрия заявила, что не выдаст его Белграду.
В 2003 году Международный трибунал по правам человека также постановил, что нет оснований для преследования Дивьяка.
В апреле 2022 года суд Сараева выдвинул обвинения в адрес Ганича и девяти других бывших политических и военных лидеров боснийцев в совершении военных преступлений в связи с определённым инцидентом. Их обвиняют в том, что они планировали, организовывали и подстрекали к атаке на незащищённый конвой, который сопровождался миротворческими силами ООН. Также их обвиняют в том, что они не смогли предотвратить убийства и наказать виновных в нападении. В июле 2022 года обвиняемые не признали свою вину в суде.